# 城戸季吉
城戸 季吉（きど すえきち、1876年10月5日 - 1954年8月22日）は、日本の実業家。鐘淵紡績社長。

## 経歴
士族廣羽元保（「元佐」とする記述もあり）の三男として福岡県早良郡内野村本城（現・福岡市早良区内野）に生まれ、福岡市の城戸融の養子となる。1898年福岡県立尋常中学修猷館、1901年第五高等学校工科を経て、1905年東京帝国大学工科大学機械工学科を卒業。
東大卒業後、鐘淵紡績に入社し、事業部工務課長、取締役常務、副社長を経て社長に就任する。その他、日本合成化学工業社長、鐘淵実業副社長、民生産業社長、鶴ノ川鉱業代表、鐘淵海水利用工業・東邦パルプ・神島人肥・康徳毛織・哈爾濱工廠・尼崎製鉄・梅田機械製作所・興国化学工業・東満州人絹パルプ・樺太採炭鉱の各取締役を歴任した。1947年12月鐘紡を辞任。
実兄には京都帝国大学第10代総長を務めた物理化学者松井元興がいる。